# Peter Vilhelm Glob
Peter Vilhelm Glob (* 20. Februar 1911 in Kalundborg; † 20. Juli 1985 auf Djursland) war ein dänischer Prähistorischer Archäologe, Museumsleiter und Reichsantiquar (dänisch Rigsantikvar).

## Leben
P. V. Glob war der Sohn des Malers Johannes Ejner Glob (1882–1955). Er studierte prähistorische Archäologie bei Johannes Brøndsted an der Universität Kopenhagen und wurde 1934 Assistent sowie 1937 Inspektor am Dänischen Nationalmuseum. 1945 wurde er mit einer Dissertation über die Einzelgrabkultur promoviert. Von 1949 bis 1960 lehrte er als Professor an der Universität Aarhus. Gleichzeitig leitete er das Vorgeschichtliche Museum (heute Museum Moesgård). 1951 gründete er die Jütländische Archäologische Gesellschaft (Jysk arkæologisk selskab), deren Generalsekretär er bis 1962 war, bevor er ihr Präsident wurde. 1960 wurde er Nachfolger Brøndsteds als Direktor des Nationalmuseums in Kopenhagen und als Rigsantikvar. 1981 trat er in den Ruhestand.
Als Student nahm Glob 1932/33 an der unter Leitung Lauge Kochs (1892–1964) stehenden Dänischen Drei-Jahres-Expedition 1931–1934 teil. Seine erste Publikation galt den Resultaten seiner Ausgrabungen von Eskimo-Siedlungen in Ostgrönland. Über Dänemark hinaus bekannt wurde Glob besonders durch seine Arbeiten zu Barkjær, einer der Anlagen vom Typ Konens Høj, zur Typologie der Streitäxte der Einzelgrabkultur 1944 und 1965 zu den Moorleichen. Mit seinem Buch Mosefolket über dänische Moorleichenfunde gab er der europäischen Moorleichenforschung neue Impulse. 1969 veröffentlichte er als Ergebnis seiner 30 Jahre währenden Studien einen vollständigen Überblick über die dänischen Felsbilder. Daneben forschte er 1953 in Bahrain, 1957 in Katar, 1958 in Kuwait, Abu Dhabi und Oman sowie ab 1964 in Saudi-Arabien.

## Werke
- Eskimo Settlements in Kempe Fjord and King Oscar Fjord (Meddelelser om Grønland. Band 102, Nr. 2, 1935)
- Eskimo Settlements in Northeast Greenland (= Meddelelser om Grønland. Band 144, Appendix Nr. 6, 1946).
- Danish Prehistoric Monuments: Denmark from the Stone Age to the Vikings.
- Mosefolket: jernalderens mennesker bevaret i 2000 år. Gyldendal, Kopenhagen 1965, ISBN 87-00-20201-0.
  - deutsche Übersetzung von Thyra Dohrenburg: Die Schläfer im Moor. Winkler, München 1966.
  - englische Übersetzung: Bog People: Iron Age Man Preserved. Cornell University Press, 1969. ISBN 978-0-8014-0800-7.
- Danske oldtidsminder. København 1967.
  - deutsche Übersetzung von Karl Kersten: Vorzeitdenkmäler Dänemarks. Wachholtz, Neumünster 1968.
  - englische Übersetzung: Danish Prehistoric Monuments. Faber and Faber, 1971. ISBN 0-571-08782-5.
- Globs brændevinsbog. Aarhus 1972. ISBN 87-85160-11-3.
- Al-Bahrain : de danske ekspeditioner til oldtidens Dilmun. 1968.
- Helleristninger i Danmark. 1969.
- Højfolket. 1970. ISBN 87-00-12311-0.
- Til Guden på et Helligt Bjerg. 1971. ISBN 87-00-98801-4.
- Danefæ. Til Hendes Majestaet Dronning Margrethe II, 16. April 1980.

## Auszeichnungen
- 1966: Søren-Gyldendal-Preis
- 1978: dänische Verdienstmedaille Ingenio et arti[1]